# Отешань (комуна)
Отешань, Отешані (рум. Oteșani) — комуна у повіті Вилча в Румунії. До складу комуни входять такі села (дані про населення за 2002 рік):
- Богденешть (389 осіб)
- Кирстенешть (877 осіб)
- Кучешть (272 особи)
- Отешань (1431 особа)
- Суб-Дял (77 осіб)

Комуна розташована на відстані 178 км на північний захід від Бухареста, 27 км на захід від Римніку-Вилчі, 85 км на північ від Крайови, 139 км на південний захід від Брашова.

## Населення
За даними перепису населення 2002 року у комуні проживали 3046 осіб.
Національний склад населення комуни:
| Національність | Кількість осіб | Відсоток |
| -------------- | -------------- | -------- |
| румуни         | 3032           | 99,5%    |
| цигани         | 14             | 0,5%     |

Рідною мовою назвали:
| Мова      | Кількість осіб | Відсоток |
| --------- | -------------- | -------- |
| румунська | 3032           | 99,5%    |
| циганська | 14             | 0,5%     |

Склад населення комуни за віросповіданням:
| Релігія       | Кількість осіб | Відсоток |
| ------------- | -------------- | -------- |
| православні   | 3044           | 99,9%    |
| римо-католики | 1              | < 0,1%   |
| п'ятдесятники | 1              | < 0,1%   |